# Hotlegs
Hotlegs foi uma banda inglesa de curta duração, mais conhecida por seu hit single "Neanderthal Man" em 1970. A banda consistia de Eric Stewart, Kevin Godley, Lol Creme e - brevemente - Graham Gouldman. Em 1972, a banda foi relançada como 10cc.

## Início
Stewart já havia desfrutado do sucesso como membro da banda pop The Mindbenders, dos anos 1960, e havia feito os vocais para a faixa mais conhecida da banda, "A Groovy Kind of Love". Os Mindbenders terminam em novembro de 1968  e Stewart se uniu com Peter Tattersall, com Billy J. Kramer e os Dakotas, e Gouldman, um companheiro da Mindbender e bem sucedido compositor, para tornar-se co-proprietários de um  estúdio de gravação que por 1969 foi renomeado Strawberry Studios, em Stockport.
Stewart e Gouldman recrutaram Godley e Creme, amigos de longa data de Gouldman que haviam iniciado uma carreira abortada com o empresário Giorgio Gomelsky como Frabjoy e Runcible Spoon, e a equipe ganhou trabalho escrevendo e tocando músicas de comerciais de chicletes sob uma variedade de nomes de bandas para os escritores-produtores norte-americanos Jerry Kasenetz e Jeffry Katz da Super K Productions, bem como outros trabalhos de sessão.

## História
"Neanderthal Man" foi criado pelo trio de Stewart, Godley e Creme enquanto eles se interessavam pelo equipamento de gravação recém-instalado no Strawberry Studios, aperfeiçoando as camadas de bateria em uma máquina de quatro pistas (Naquela época, Gouldman estava em Nova York trabalhando nos últimos seis meses de seu contrato com a Super K Productions).
A música consistia principalmente de um refrão cantado apoiado pelas guitarras acústicas de Stewart e Creme e um pesado ritmo de bateria fornecido por Godley. A música foi lançada como um single sob o nome de Hotlegs e alcançou o número 2 no Reino Unido em julho de 1970 e o número 22 nos EUA, vendendo dois milhões de cópias no mundo todo.
A banda gravou um álbum de acompanhamento, Thinks: School Stinks, para a Philips antes de se firmarem como Doctor Father em agosto de 1970 para uma nova versão de "Umbopo" na Pye Records. A música foi originalmente gravada por Kasenetz e Katz para lançamento sob o nome Crazy Elephant. A versão do Doctor Father não conseguiu atrair o airplay ou as vendas.
Em outubro de 1970, a banda foi convidada para uma turnê britânica com The Moody Blues. Gouldman, recém-retornado ao Reino Unido, juntou-se à banda no baixo, marcando os shows como o primeiro em que os quatro futuros membros da 10cc tocaram ao vivo no palco. Depois de apenas quatro shows, no entanto, a turnê foi cancelada quando John Lodge do the Moody Blues contraiu um vírus.
Gouldman lembrou que a banda voltou para suas casas em Manchester esperando algo mais aparecer. "Mas nada aconteceu", disse ele. "Foi realmente incrível. Nós abrimos uma turnê com o Moody Blues...esperávamos ofertas de trabalho para chegar, mas ninguém nos pediu para fazer nada. Os próximos registros do Hotlegs fracassaram e não conseguimos uma única oferta de trabalho. Foi extraordinário. Nós tínhamos um disco de sucesso que vendeu dois milhões de cópias e ninguém nos queria ”.
Outro single foi lançado pela Hotlegs na Grã-Bretanha - "Lady Sadie" (1971, uma letra muito desobediente com um arranjo padrão) - e outros dois no exterior ("Run Baby Run", Estados Unidos e "Desperate Dan", Alemanha e Espanha), mas nenhum despontou.
Em 1976, Stewart, alcançando o sucesso com 10cc, admitiu: "Lady Sadie não tinha classe e nem originalidade. Foi uma música pop muito medíocre ". O álbum também apresentou um problema, ele disse: "Isso era tão diferente do 'Homem de Neandertal' que era totalmente alheio ao que as pessoas esperavam de nós. Foi um bom disco, um pouco à frente do seu tempo. Foi semelhante às coisas que estamos fazendo agora. Era muito melódico com estruturas de acordes que não tinham sido usadas antes - e alguns dos sons que usamos naquele álbum não tinham sido ouvidos na época."
A banda voltou aos estúdios para trabalhar com outros artistas. Stewart disse: "Nós sentamos um dia e dissemos: 'Hotlegs está extinto - vamos encarar isso.' E decidimos continuar com nosso trabalho de produção ".
Depois que Thinks: School Stinks recebeu o lançamento mundial, foi reempacotado (no Reino Unido) pela gravadora Philips em dezembro de 1971, com várias faixas substituindo originais, incluindo "Neanderthal Man". Uma coletânea foi lançada na Grã-Bretanha em 1976, como You Didn't Like It Because You Didn't Think of It, reunindo material previamente lançado.
Hotlegs ficou rotulada como banda de um hit só. Em 1972, o Hotlegs foi relançado como 10cc.

## Rescaldo
Thinks: School Stinks foi reeditada pela One Way Records em 1994 em CD. Esta edição incluiu a linha apenas do lançamento original do álbum.
You Didn't Like It Because You Didn't Think of It foi reeditado pela 7T (uma divisão da Cherry Red) em 22 de outubro de 2012. A reedição contou com uma nova capa encomendada para o novo lançamento e um livreto com informações sobre a produção do álbum. A lista de faixas inclui todas as faixas originais, bem como a faixa-título e a mixagem estéreo dos EUA para "Neanderthal Man". Este foi o primeiro lançamento do CD para o álbum, que inclui todas as faixas que Stewart, Godley & Creme gravaram como Hotlegs.

## Nome
De acordo com Eric Stewart, no documentário de rádio da BBC de 2009, The Record Producers, o nome da banda surgiu porque "havia uma garota adorável na época, uma recepcionista chamada Kathy, e ela usava essas calças quentes, e nós costumávamos sempre chamá-la de 'pernas quentes', e então pensamos em chamar o grupo Hotlegs ".

## Discografia

### Álbuns
- Thinks: School Stinks - 1970
- Song - 1971

### Álbuns de compilação
- You Didn't Like It Because You Didn't Think of It - 1976

### Singles
- "Neandertal Man" / "You Didn't Like it Because You Didn't Think of It" (1970)
- "Lady Sadie" / "The Loser" (Reino Unido, 1971)
- "Run Baby Run" / "How Many Times" (EUA, 1971)
- "Desperate Dan" / "Run Baby Run" (Alemanha e Espanha, 1970)